# Sambirenteng
Sambirenteng is een bestuurslaag in het regentschap Buleleng van de provincie Bali, Indonesië. Sambirenteng telt 3864 inwoners (volkstelling 2010).